# 유전자 결정론
유전자 결정론은 유기체의 행동이 구성 유전자들의 합(게놈)이 낳는 필연적 결과라고 보는 견해이다. 유기체의 가장 근본적인 본질을 유전자로 간주하며, 인간의 사회적 행동도 유전자에 의해 좌우된다는 주장이다. 옥스퍼드 대학 생물학 교수인 리처드 도킨스(Richard Dawkins)가 1976년 발표한 《이기적 유전자》(the Selfish Gene)에서 유전자가 인간의 행동을 결정한다는 주장을 제시하였다. 《이기적 유전자》에서는 인간의 번식이 이미 유전자에 프로그래밍 된 행동이며, 사랑도 유전자를 많이 남기기 위한 수단이라고 주장한다.